# 大武禾葉蕨
大武禾葉蕨（学名：Grammitis congener）为禾葉蕨科禾葉蕨屬下的一个种。